# Enstabo
Enstabo är en före detta fäbod, numera del av Långheds by, cirka 7 kilometer från Alfta, Alfta socken, Ovanåkers kommun. Byn är liten, med sex åretruntboende familjer och en mängd sommarstugor.
Byn ligger bredvid sjön Enstabosjön, där det finns en badstrand.